# レンゾ・ピアノ
レンゾ・ピアノ（Renzo Piano、1937年9月14日 - ）はイタリアを代表する建築家。インテリアから公共建築まで幅広く手がけている。
イタリア語での正式な発音は「レンゾ」ではなく「レンツォ」がもっとも近い。

## 概要
1937年、ジェノヴァで建設業を営む家に生まれる。フィレンツェ大学への2年の在籍を経て、1964年、ミラノ工科大学卒業。フランコ・アルビーニの下で働いた後、1965年、スタジオ・ピアノ設立。1960年代後半は、オリベッティ・アンダーウッド工場の設計でルイス・I・カーンの共働した。
1970年から1977年にかけて、リチャード・ロジャースと共に建築設計事務所「ピアノ&ロジャース」を共同主宰。建築設計競技で勝ち取ったポンピドゥー・センターの設計を共同で進めた。1977年から1980年にかけては、構造家のピーター・ライスと共同でピアノ&ライス&アソシエイツを主宰した。1981年、レンゾ・ピアノ・ビルディング・ワークショップを故郷のジェノヴァに設立。
主要な作品としては、国際舞台に衝撃を与えたポンピドゥー・センター、20世紀の建築におけるエンジニアリング・構造設計の最大の成果である関西国際空港旅客ターミナルビル設計、ベルリン・ポツダム広場の再開発にあたってのダイムラー・シティのマスタープラン設計であろう。いずれも、巨大建築に求められる技術的課題に応え、国際空港の象徴性やベルリンの周囲の歴史的文脈などといったものにも配慮をしている。
彼の設計による超高層ビルがベルリン以外ではシドニー（オーロラ・プレイス）などに設計されたほか、ロンドンのロンドン・ブリッジ駅の南西側に所在する「シャード・ロンドン・ブリッジ（Shard London Bridge）」という87階建て高さ310mのピラミッド型超高層ビルがある。（2008年9月に着工、2012年7月5日に外構竣工）

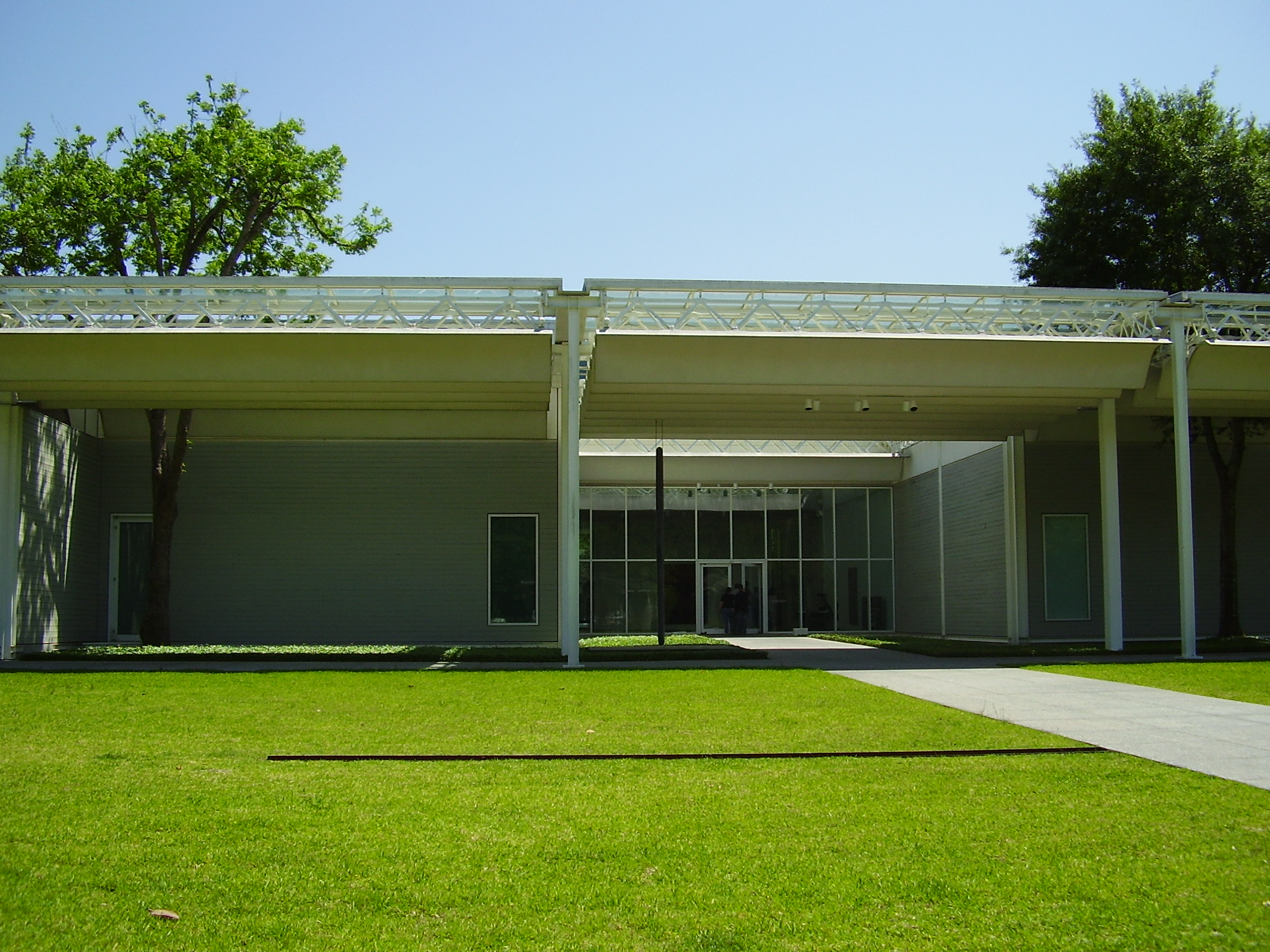
メニル・コレクション美術館
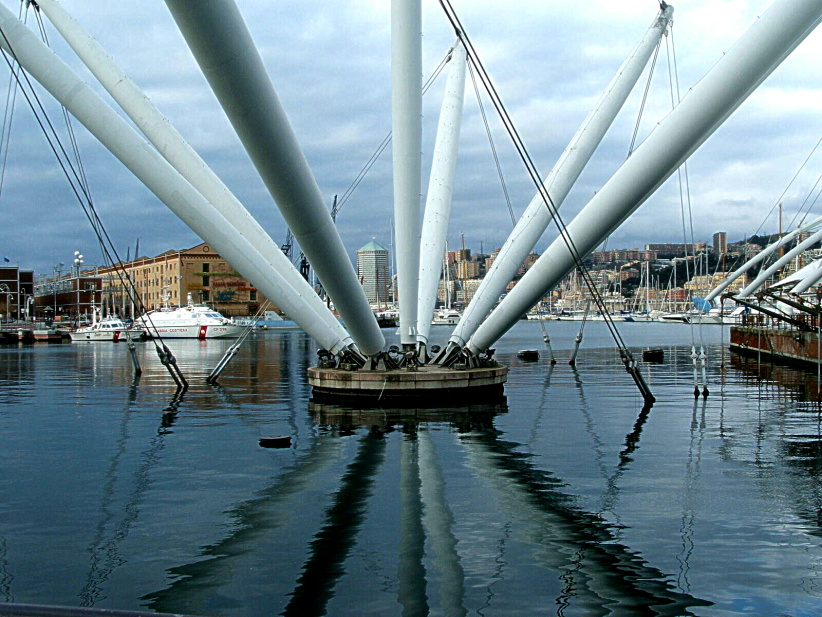
ジェノヴァ港再開発、テントを吊る「ビゴ」という名の構造体
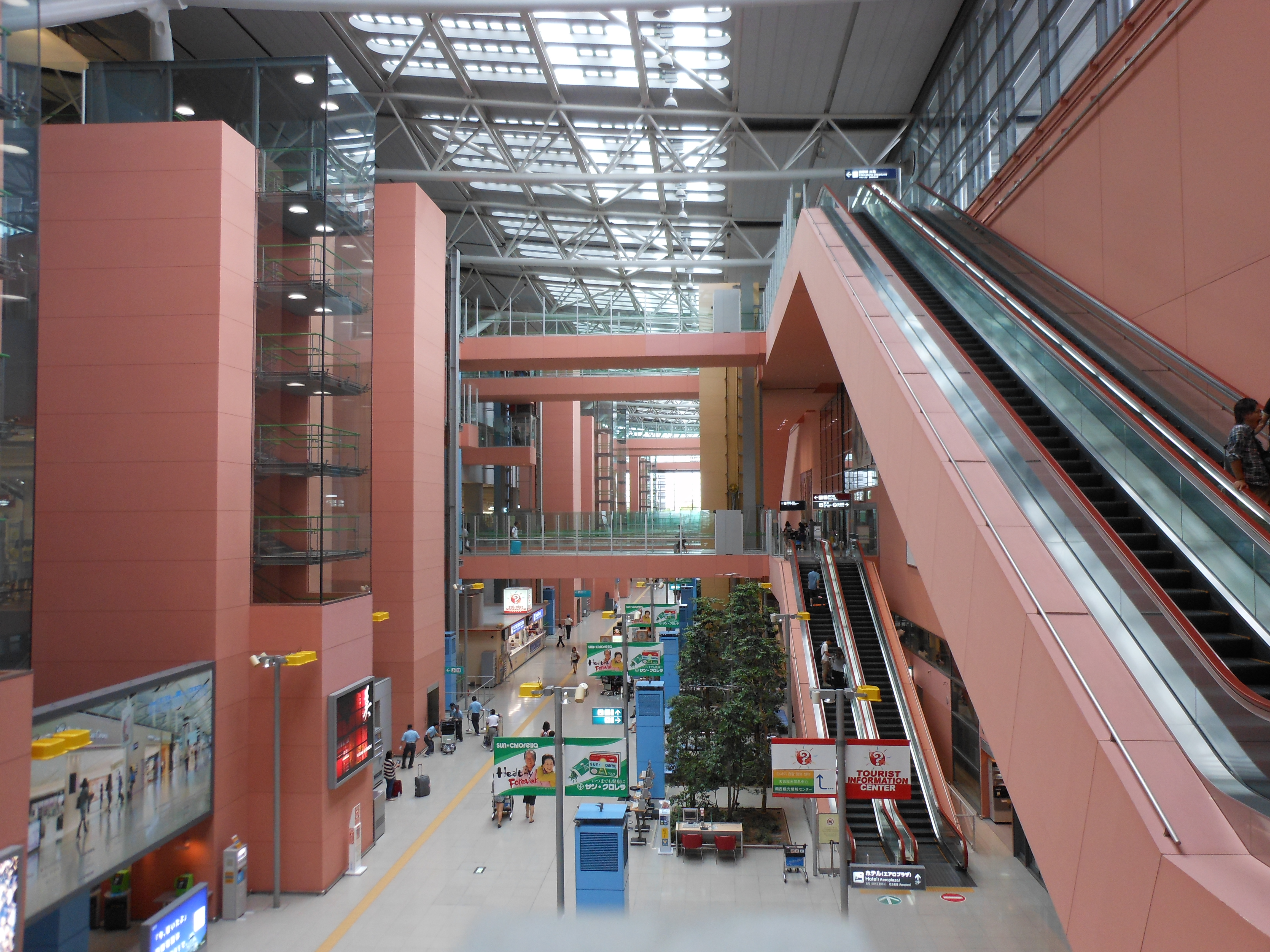
関西国際空港ターミナルビル　内部
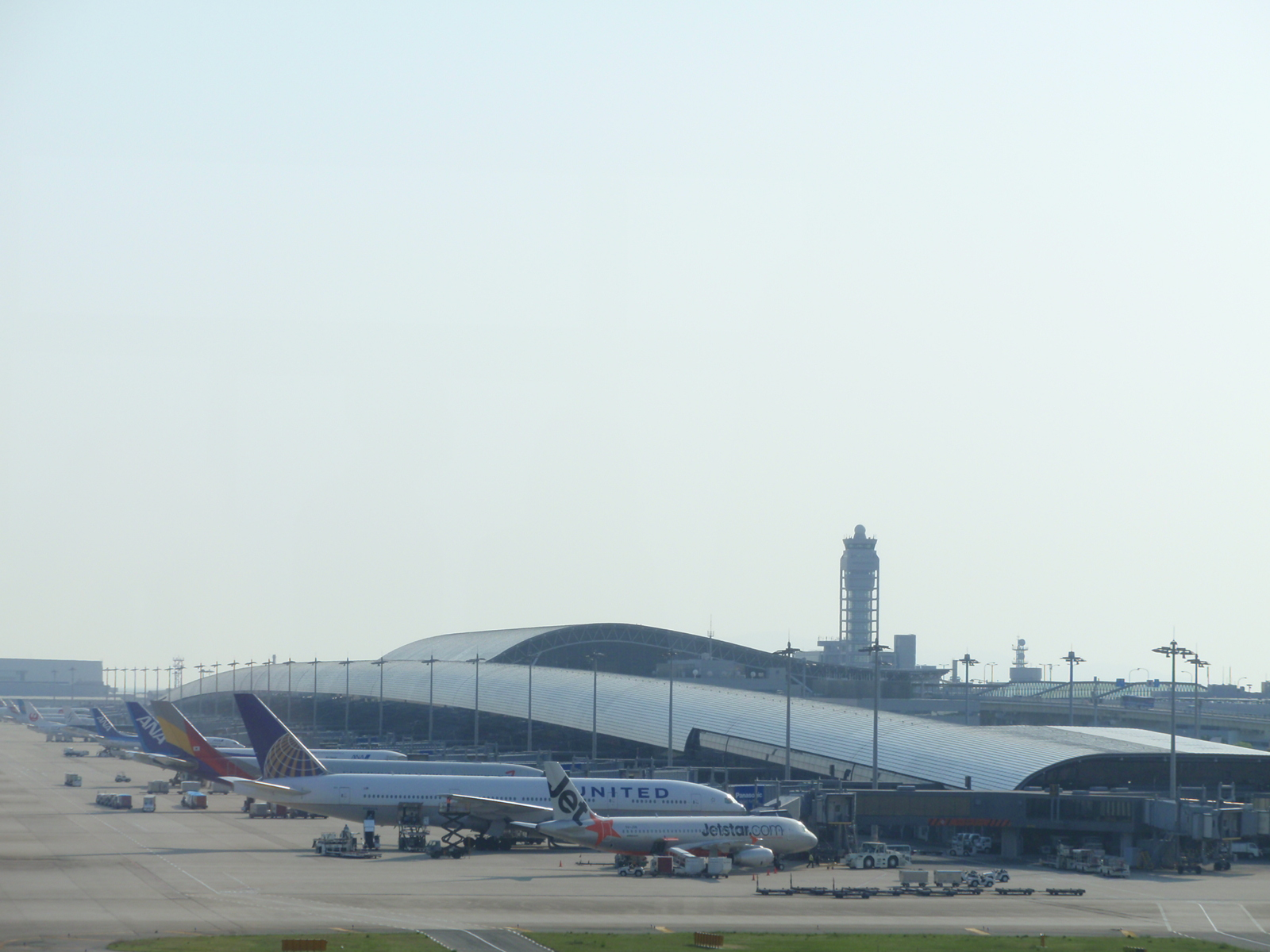
関西国際空港ターミナルビル　外観
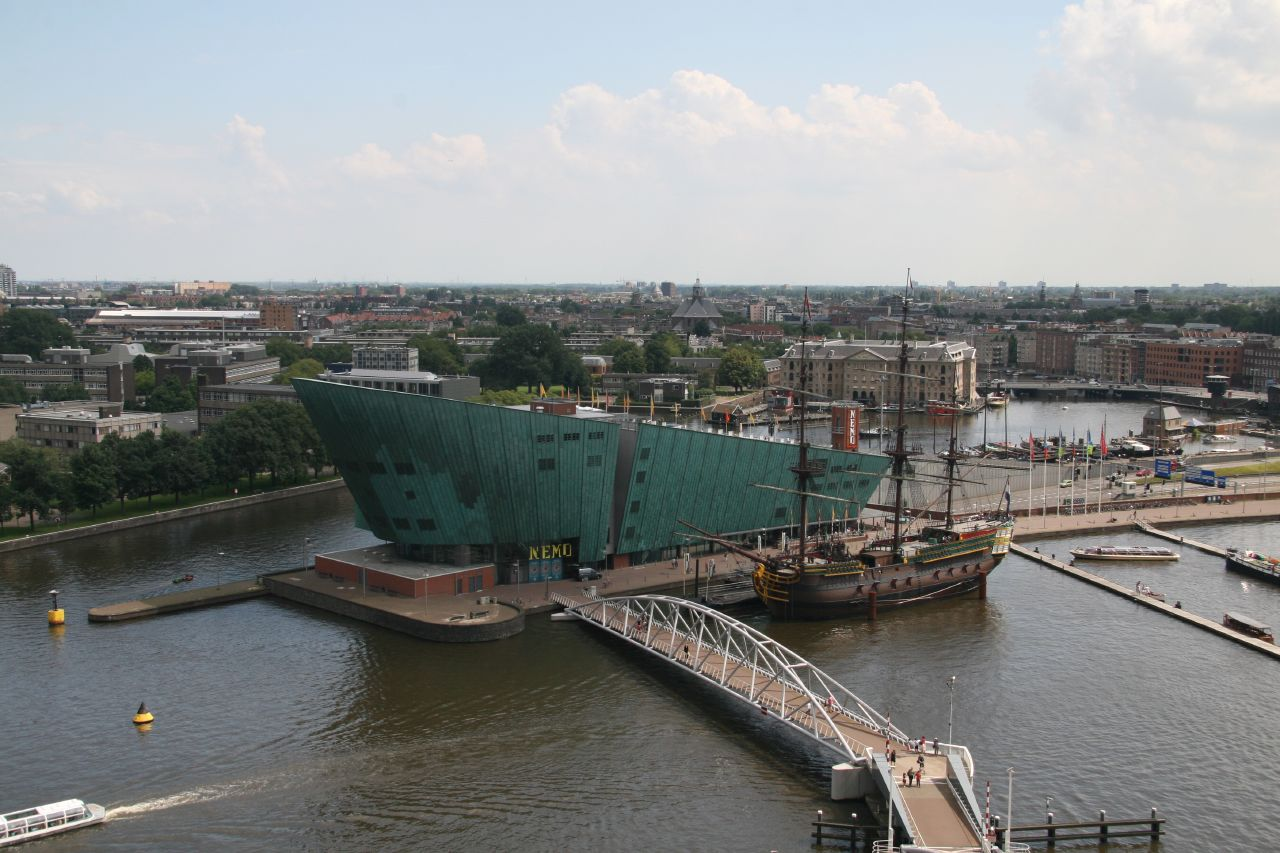
ニュー・メトロポリス
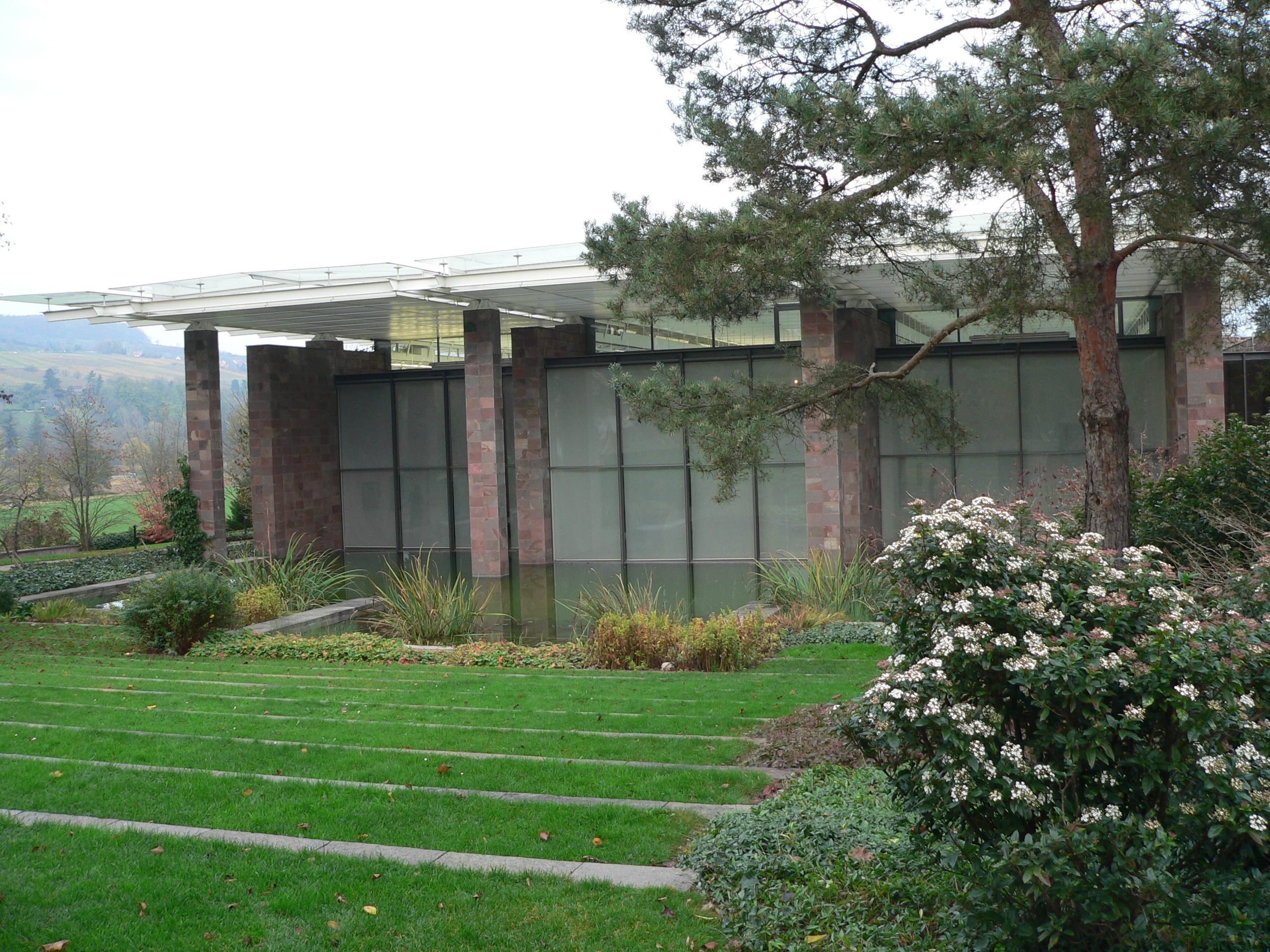
バイエラー財団美術館
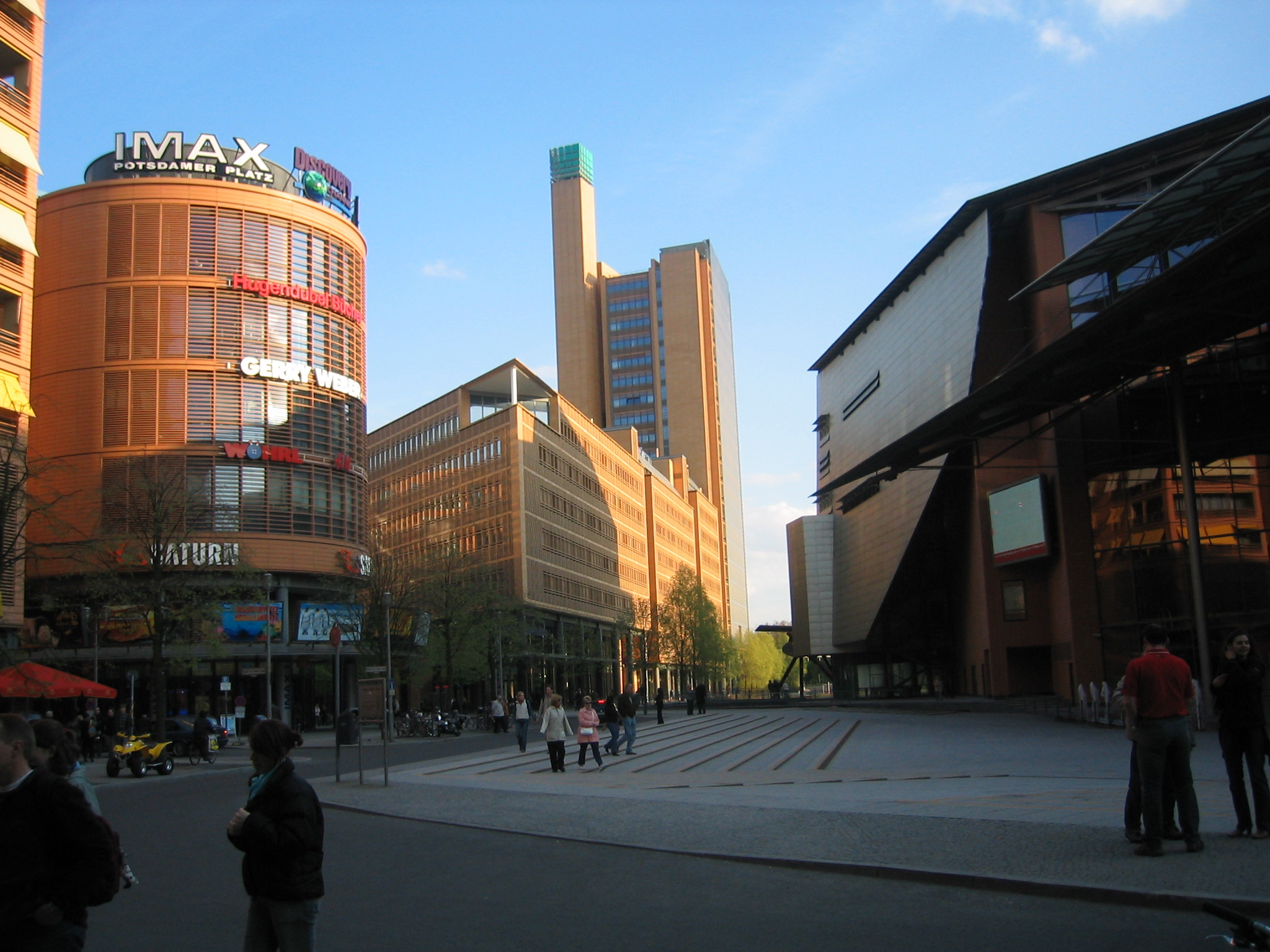
ダイムラー・シティ
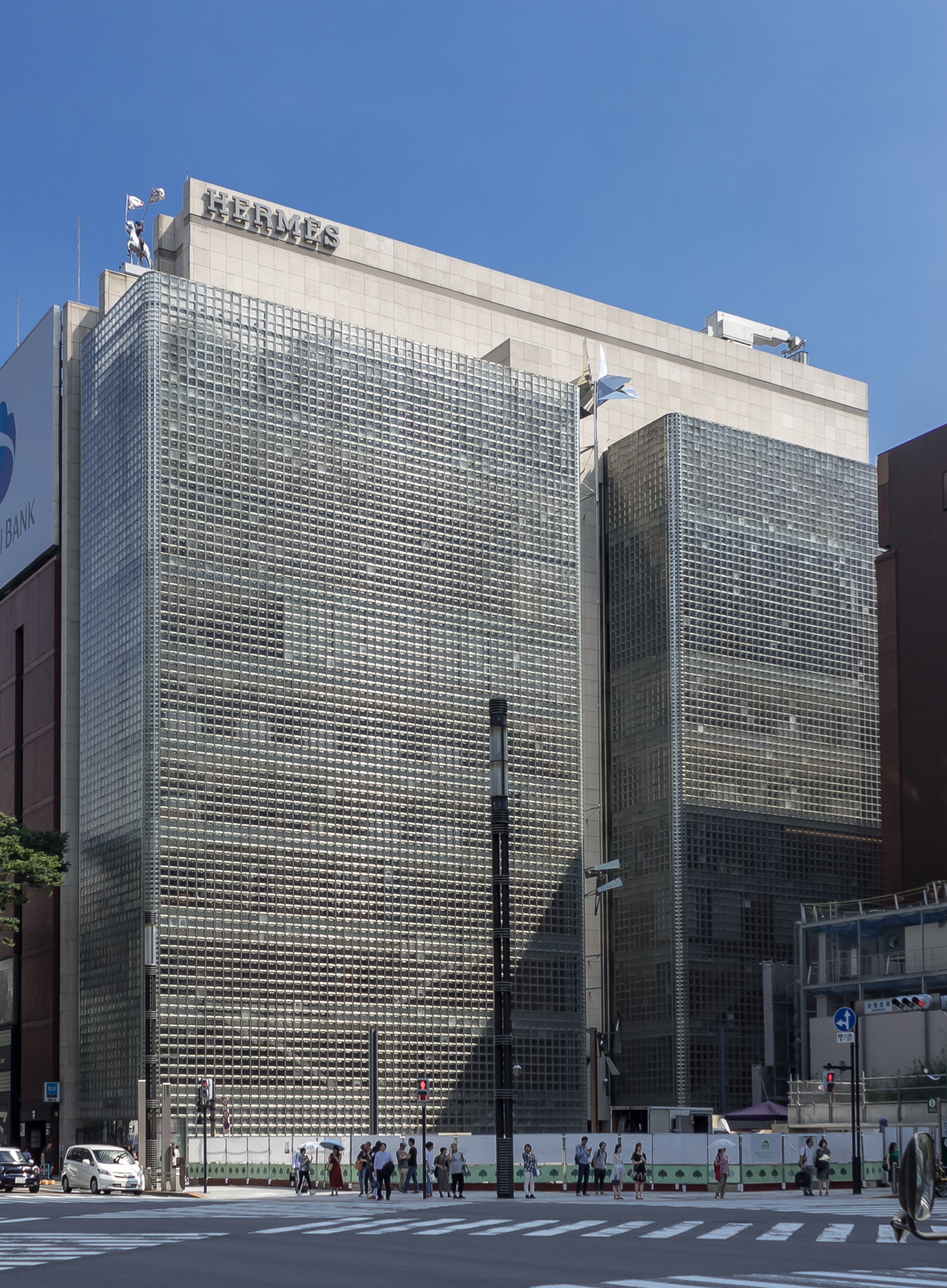
メゾン・エルメス銀座
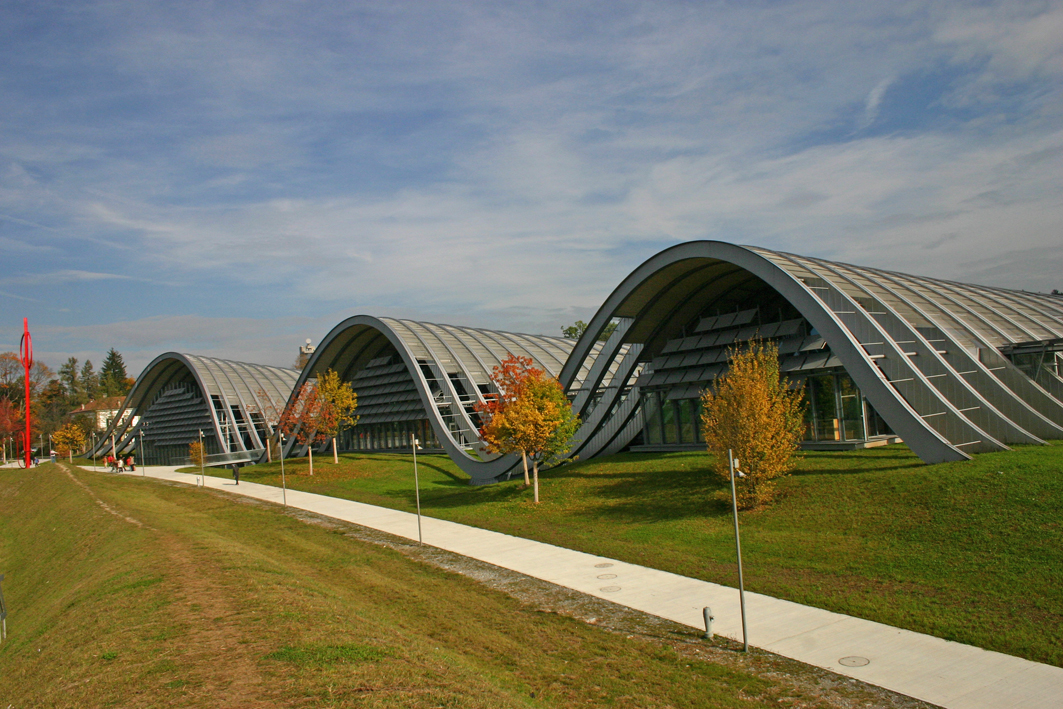
パウル・クレー・センター
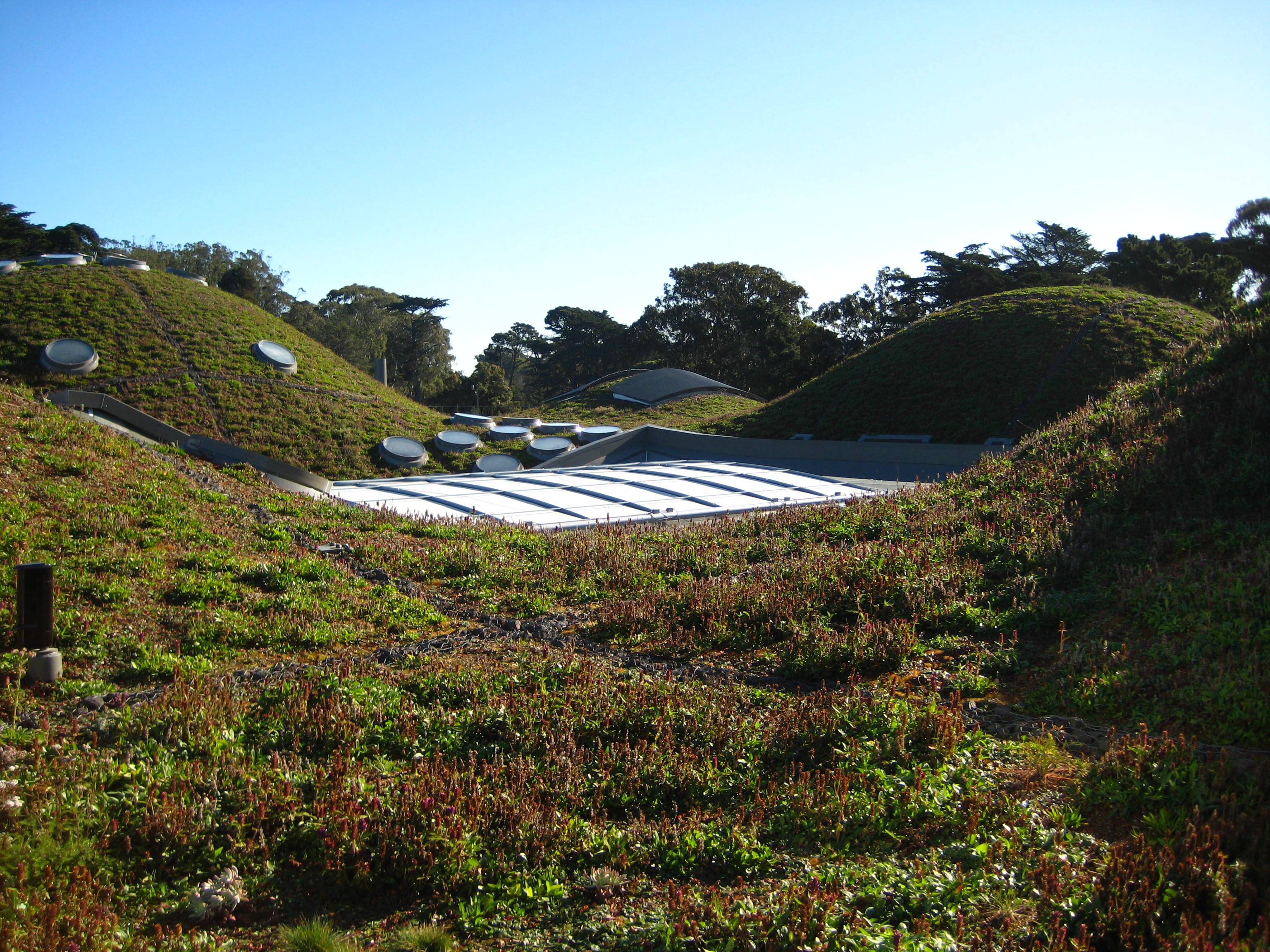
カリフォルニア・科学アカデミー新館

## 受賞
- 1978年 国際建築家連合名誉会員
- 1981年 コンパッソ・ドーロ賞（イタリア）、アメリカ建築家協会（AIA）名誉会員
- 1984年 フランス芸術文化勲章
- 1985年 レジオンドヌール勲章（フランス）
- 1986年 王立英国建築家協会（RIBA）名誉会員
- 1989年 RIBAゴールドメダル、グラン・クローチェ勲賞（イタリア）
- 1990年 京都賞思想・芸術部門、シュトゥットガルト大学名誉博士号（ドイツ）
- 1991年 リチャード・ノイトラ賞（アメリカ）
- 1992年 デルフト大学名誉博士号（オランダ）
- 1994年 アメリカ芸術文化アカデミー名誉会員、ミケランジェロ賞（イタリア）
- 1995年 ベルリン芸術賞、高松宮殿下記念世界文化賞建築部門、エラスムス賞、ユネスコ親善大使
- 1996年 カーポ・チルチェオ賞、シンパティーア賞（イタリア）
- 1998年 プリツカー賞
- 2002年 UIAゴールドメダル
- 2008年 AIAゴールドメダル

## 建築
| 名称                                               | 年        | 所在地                     | 国             | 備考                 |
| -------------------------------------------------- | --------- | -------------------------- | -------------- | -------------------- |
| 移設可能なイオウ採掘工場                           | 1966      | ポメーツィア               | イタリア       |                      |
| 第14回ミラノ・トリエンナーレのパビリオン           | 1967      | ミラノ                     | イタリア       |                      |
| レンゾ・ピアノ・オフィス                           | 1969      | ジェノヴァ                 | イタリア       |                      |
| 大阪万博イタリア工業館                             | 1969      | 大阪府吹田市               | 日本           | 現存せず             |
| フリープランによる住居                             | 1969      | クザーゴ                   | イタリア       |                      |
| 病院モデュール ARAM                                | 1970      | ワシントンD.C.             | アメリカ合衆国 |                      |
| オリベッティ・アンダーウッド工場                   | 1966–1970 | ハリスバーグ               | アメリカ合衆国 | ルイス・カーンと共同 |
| ポンピドゥー・センター、IRCAM                      | 1971–1977 | パリ                       | フランス       |                      |
| ジェノヴァ地下鉄ブリン駅                           | 1983      | ジェノヴァ                 | イタリア       |                      |
| メニル・コレクション美術館                         | 1982–1987 | ヒューストン               | アメリカ合衆国 |                      |
| フィアット・リンゴット工場再開発                   | 1983–2003 | トリノ                     | イタリア       |                      |
| ジェノヴァ港湾再開発                               | 1985–1992 | ジェノヴァ                 | イタリア       |                      |
| スタディオ・サン・ニコラ                           | 1987–1990 | バーリ                     | イタリア       |                      |
| ユネスコ・ワークショップ研究所                     | 1991      | ジェノヴァ                 | イタリア       |                      |
| 関西国際空港旅客ターミナルビル                     | 1988–1994 | 大阪府泉佐野市             | 日本           |                      |
| リヨン国際都市                                     | 1995–2006 | リヨン                     | フランス       |                      |
| 牛深ハイヤ大橋                                     | 1989–1996 | 熊本県天草市               | 日本           |                      |
| アトリエ・ブランクーシの再築                       | 1992–1996 | パリ                       | フランス       |                      |
| ニュー・メトロポリス（オランダ国立科学技術博物館） | 1992–1997 | アムステルダム             | オランダ       |                      |
| バイエラー財団美術館                               | 1991–1997 | バーゼル                   | スイス         |                      |
| ジャン・マリー＝チバウ文化センター                 | 1991–1998 | ニューカレドニア・ヌーメア | フランス       |                      |
| ローディ人民銀行                                   | 1991–2001 | ローディ                   | イタリア       |                      |
| ポツダム広場再開発（ダイムラーシティ等）           | 1992–2000 | ベルリン                   | ドイツ         |                      |
| メルセデス・ベンツ・デザインセンター               | 1993–1998 | リヨン                     | フランス       |                      |
| フェラーリ社風同実験室                             | 1996–1998 | モデナ                     | イタリア       |                      |
| オーロラ・プレイス                                 | 1996–2000 | シドニー                   | オーストラリア |                      |
| KPNテレコムタワー                                  | 1997–2000 | ロッテルダム               | オランダ       |                      |
| メゾン・エルメス銀座                               | 1998–2001 | 東京都中央区               | 日本           |                      |
| ナッシャー彫刻センター                             | 1999–2003 | ダラス                     | アメリカ合衆国 |                      |
| ピオ神父巡礼教会                                   | 1991–2004 | サン・ジョバンニ・ロトンド | イタリア       |                      |
| パウル・クレー・センター                           | 1999–2005 | ベルン                     | スイス         |                      |
| ハイ美術館新館                                     | 1999–2005 | アトランタ                 | アメリカ合衆国 |                      |
| ピーク&クロッペンブルク                            | 2005      | ケルン                     | ドイツ         |                      |
| モルガン・ライブラリー増改築                       | 2000–2006 | ニューヨーク               | アメリカ合衆国 |                      |
| ニューヨーク・タイムズ・ビルディング               | 2000–2007 | ニューヨーク               | アメリカ合衆国 |                      |
| カリフォルニア科学アカデミー                       | 2000–2008 | サンフランシスコ           | アメリカ合衆国 |                      |
| シカゴ美術館増築                                   | 2000–2009 | シカゴ                     | アメリカ合衆国 |                      |
| ロサンゼルス・カウンティ美術館改築                 | 2003–2010 | ロサンゼルス               | アメリカ合衆国 |                      |
| シャード・ロンドン・ブリッジ                       | 2000–2012 | ロンドン                   | イギリス       |                      |
| ホイットニー美術館                                 | 2007–2015 | ニューヨーク               | アメリカ合衆国 |                      |
| マルタ国会議事堂                                   | 2011–2015 | バレッタ                   | マルタ         |                      |

## その他
- 新建築住宅設計競技など審査員を歴任。